# Hemioplisis anseraria
Hemioplisis anseraria là một loài bướm đêm trong họ Geometridae.